# 435552 Morin
435552 Morin este o planetă minoră (asteroid) din centura de asteroizi. A fost descoperită pe 27 august 2008 la observatoire des Pises⁠(d) de observatoire des Pises⁠(d). 
Obiectul prezintă o orbită caracterizată de o semiaxă mare de 2,7777776182852 UAi, o excentricitate de 0,05, o înclinație de 5,7 ° în raport cu ecliptica.